# Golden Valley (Dacota do Norte)
Golden Valley é uma cidade localizada no estado norte-americano de Dacota do Norte, no Condado de Mercer.

## Demografia
Segundo o censo norte-americano de 2000, a sua população era de 183 habitantes.
Em 2006, foi estimada uma população de 171, um decréscimo de 12 (-6.6%).

## Geografia
De acordo com o United States Census Bureau tem uma área de
1,9 km², dos quais 1,9 km² cobertos por terra e 0,0 km² cobertos por água. Golden Valley localiza-se a aproximadamente 596 m acima do nível do mar.

## Localidades na vizinhança
O diagrama seguinte representa as localidades num raio de 36 km ao redor de Golden Valley.